# Жижемский, Иван Иванович
Князь Иван Иванович Жижемский — безудельный князь, воевода на службе у Московского князя Василия III.
Рюрикович в XX колене, происходил из рода смоленских князей. Сын князя Ивана Дмитриевича и брат удельного литовского князя Михаила Ивановича, который служил Александру Ягеллону конюшим и получил Жижму в удел. Поступил на службу московскому князю также, как и его племянники, дети Ивана. В Москве и Иван Иванович, и племянники писались князьями Жижемскими. В 1532 году стоял в Кашире третьим воеводой.